# Gran Premio de Austria de Motociclismo de 1996
El Gran Premio de Austria de Motociclismo de 1996 fue la décima prueba del Campeonato del Mundo de Motociclismo de 1996. Tuvo lugar en el fin de semana del 2 al 4 de agosto de 1996 en el A1 Ring, situado en la ciudad de Spielberg, Estiria, Austria. La carrera de 500cc fue ganada por Àlex Crivillé, seguido de Mick Doohan y Norifumi Abe. Ralf Waldmann ganó la prueba de 250cc, por delante de Luis d'Antin y Jürgen Fuchs. La carrera de 125cc fue ganada por Ivan Goi, Dirk Raudies fue segundo y Valentino Rossi tercero.

## Resultados 500cc
| Pos. | Piloto              | Constructor   | Tiempo    | Pts. |
| ---- | ------------------- | ------------- | --------- | ---- |
| 1    | Àlex Crivillé       | Honda         | 42:37.024 | 25   |
| 2    | Mick Doohan         | Honda         | +0.500    | 20   |
| 3    | Norifumi Abe        | Yamaha        | +4.534    | 16   |
| 4    | Luca Cadalora       | Honda         | +19.470   | 13   |
| 5    | Alex Barros         | Honda         | +20.936   | 11   |
| 6    | Scott Russell       | Suzuki        | +21.058   | 10   |
| 7    | Carlos Checa        | Honda         | +25.632   | 9    |
| 8    | Loris Capirossi     | Yamaha        | +25.701   | 8    |
| 9    | Jean-Michel Bayle   | Yamaha        | +25.986   | 7    |
| 10   | Juan Borja          | Elf 500       | +28.046   | 6    |
| 11   | Tadayuki Okada      | Honda         | +32.446   | 5    |
| 12   | Terry Rymer         | Suzuki        | +38.616   | 4    |
| 13   | Alberto Puig        | Honda         | +39.031   | 3    |
| 14   | Jeremy McWilliams   | ROC Yamaha    | +1:18.224 | 2    |
| 15   | Chris Walker        | Elf 500       | +1:20.212 | 1    |
| 16   | Lucio Pedercini     | ROC Yamaha    | +1 Vuelta |      |
| 17   | James Haydon        | ROC Yamaha    | +1 Vuelta |      |
| 18   | Marcellino Lucchi   | Aprilia       | +1 Vuelta |      |
| 19   | Eugene McManus      | Yamaha        | +1 Vuelta |      |
| 20   | Paul Young          | Harris Yamaha | +1 Vuelta |      |
| 21   | Jean Pierre Jeandat | Paton         | +1 Vuelta |      |
| Ret  | Kenny Roberts Jr    | Yamaha        |           |      |
| Ret  | Frédéric Protat     | ROC Yamaha    |           |      |
| Ret  | Sean Emmett         | Harris Yamaha |           |      |
| Ret  | Adrian Bosshard     | ROC Yamaha    |           |      |
| Ret  | Shinichi Itoh       | Honda         |           |      |
| DNS  | Karl Truchsess      | ROC Yamaha    |           |      |

- Pole Position: Mick Doohan, 1:29.430
- Vuelta Rápida: Àlex Crivillé, 1:30.112

## Resultados 250cc
| Pos. | Piloto                   | Constructor | Tiempo    | Pts. |
| ---- | ------------------------ | ----------- | --------- | ---- |
| 1    | Ralf Waldmann            | Honda       | 41:29.190 | 25   |
| 2    | Luis d'Antin             | Honda       | +16.374   | 20   |
| 3    | Jürgen Fuchs             | Honda       | +21.140   | 16   |
| 4    | Tohru Ukawa              | Honda       | +22.979   | 13   |
| 5    | Jean-Philippe Ruggia     | Honda       | +27.805   | 11   |
| 6    | Nobuatsu Aoki            | Honda       | +37.712   | 10   |
| 7    | Luca Boscoscuro          | Aprilia     | +37.756   | 9    |
| 8    | Jurgen van den Goorbergh | Honda       | +52.913   | 8    |
| 9    | Régis Laconi             | Honda       | +54.232   | 7    |
| 10   | Takeshi Tsujimura        | Honda       | +1:01.608 | 6    |
| 11   | Oliver Petrucciani       | Aprilia     | +1:03.950 | 5    |
| 12   | Alessandro Antonello     | Aprilia     | +1:04.462 | 4    |
| 13   | Sebastián Porto          | Aprilia     | +1:17.335 | 3    |
| 14   | Christian Boudinot       | Aprilia     | +1:22.534 | 2    |
| 15   | Yasumasa Hatakeyama      | Honda       | +1:26.589 | 1    |
| 16   | Gianluigi Scalvini       | Honda       | +1:28.269 |      |
| 17   | Jamie Robinson           | Aprilia     | +1 Vuelta |      |
| 18   | Sete Gibernau            | Honda       | +1 Vuelta |      |
| 19   | Cristophe Cogan          | Honda       | +1 Vuelta |      |
| 20   | Richard Haidegger        | Aprilia     | +1 Vuelta |      |
| 21   | Uwe Bolterhauer          | Honda       | +1 Vuelta |      |
| 22   | Thomas Stadler           | Yamaha      | +1 Vuelta |      |
| Ret  | Johann Wolfsteiner       | Aprilia     |           |      |
| Ret  | Tetsuya Harada           | Yamaha      |           |      |
| Ret  | Cristiano Migliorati     | Honda       |           |      |
| Ret  | Osamu Miyazaki           | Aprilia     |           |      |
| Ret  | Davide Bulega            | Aprilia     |           |      |
| Ret  | Roberto Locatelli        | Aprilia     |           |      |
| Ret  | José Luis Cardoso        | Aprilia     |           |      |
| Ret  | Eskil Suter              | Aprilia     |           |      |
| Ret  | Olivier Jacque           | Honda       |           |      |
| Ret  | Max Biaggi               | Aprilia     |           |      |
| DNS  | José Barresi             | Yamaha      |           |      |

- Pole Position: Olivier Jacque, 1:33.700
- Vuelta Rápida: Ralf Waldmann, 1:34.866

## Resultados 125cc
| Pos. | Piloto            | Constructor | Tiempo    | Pts. |
| ---- | ----------------- | ----------- | --------- | ---- |
| 1    | Ivan Goi          | Honda       | 41:50.829 | 25   |
| 2    | Dirk Raudies      | Honda       | +0.767    | 20   |
| 3    | Valentino Rossi   | Aprilia     | +2.322    | 16   |
| 4    | Masaki Tokudome   | Aprilia     | +2.739    | 13   |
| 5    | Peter Öttl        | Aprilia     | +4.341    | 11   |
| 6    | Jorge Martínez    | Aprilia     | +4.910    | 10   |
| 7    | Youichi Ui        | Yamaha      | +17.385   | 9    |
| 8    | Tomomi Manako     | Honda       | +19.464   | 8    |
| 9    | Kazuto Sakata     | Aprilia     | +20.971   | 7    |
| 10   | Manfred Geissler  | Aprilia     | +26.469   | 6    |
| 11   | Noboru Ueda       | Honda       | +27.666   | 5    |
| 12   | Akira Saito       | Honda       | +27.687   | 4    |
| 13   | Herri Torrontegui | Honda       | +38.933   | 3    |
| 14   | Josep Sarda       | Honda       | +42.917   | 2    |
| 15   | Frédéric Petit    | Honda       | +46.979   | 1    |
| 16   | Yoshiaki Katoh    | Yamaha      | +51.963   |      |
| 17   | Jaroslav Huleš    | Honda       | +55.754   |      |
| 18   | Lucio Cecchinello | Honda       | +58.003   |      |
| 19   | Harald Danninger  | Honda       | +1:17.416 |      |
| 20   | Loek Bodelier     | Honda       | +1:18.116 |      |
| 21   | Ángel Nieto Jr    | Aprilia     | +1:32.504 |      |
| 22   | Gerwin Hofer      | Honda       | +1 Vuelta |      |
| 23   | Georg Scharl      | Honda       | +1 Vuelta |      |
| Ret  | Haruchika Aoki    | Honda       |           |      |
| Ret  | Stefano Perugini  | Aprilia     |           |      |
| Ret  | Darren Barton     | Aprilia     |           |      |
| Ret  | Emilio Alzamora   | Honda       |           |      |
| Ret  | Garry McCoy       | Aprilia     |           |      |
| Ret  | Paolo Tessari     | Honda       |           |      |
| Ret  | Andrea Ballerini  | Aprilia     |           |      |
| Ret  | Bernd Holzleitner | Yamaha      |           |      |
| Ret  | Gabriele Debbia   | Yamaha      |           |      |

- Pole Position: Masaki Tokudome, 1:41.254
- Vuelta Rápida: Dirk Raudies, 1:42.002